# Okara (quận)
Quận Okara là một quận thuộc tỉnh Punjab, Pakistan. Quận có diện tích 4.377  km², dân số năm 1996 là 2.223.992 người với mật độ 510 người/ km². Thủ phủ là thành phố Okara.